# Detector de mentides

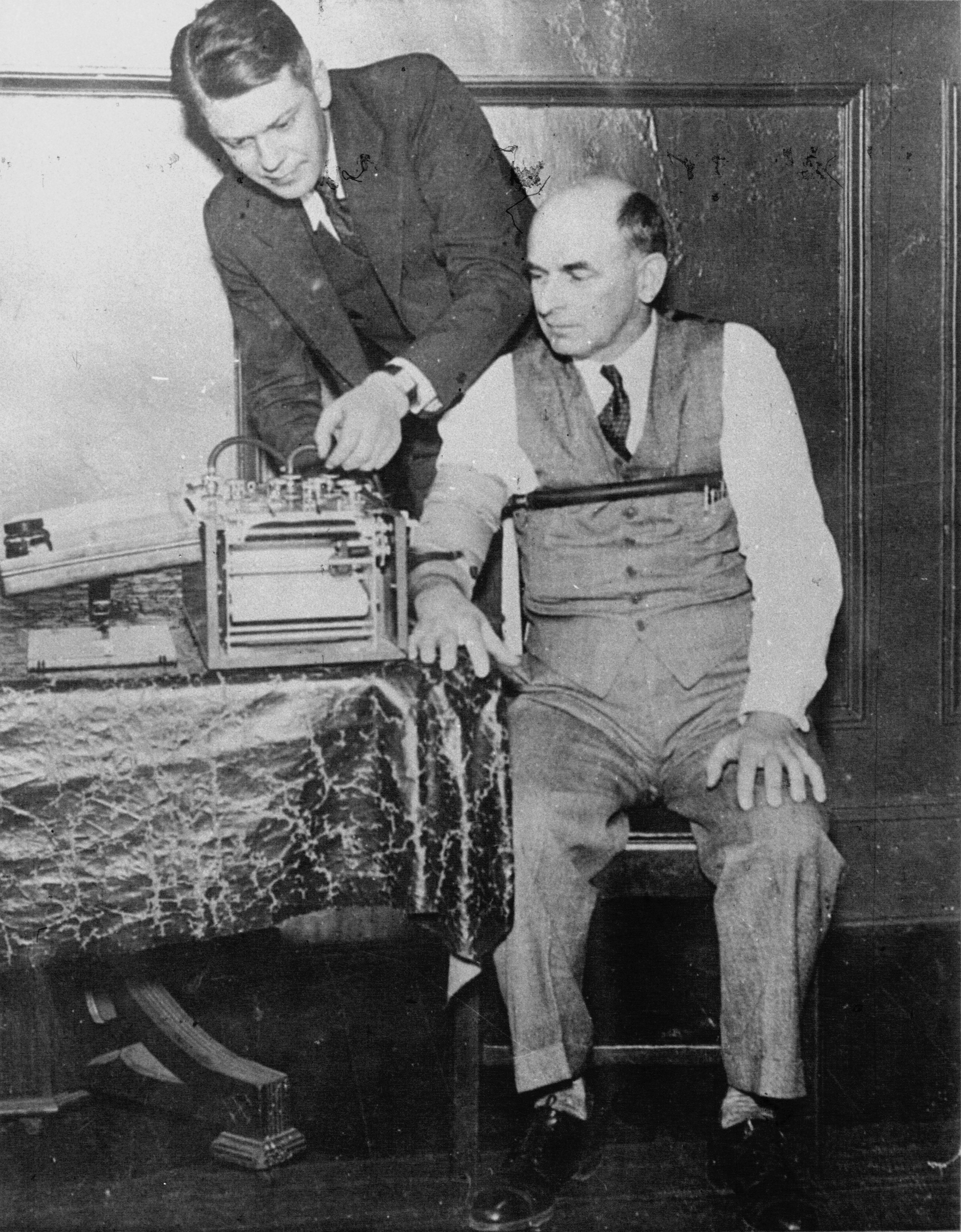
L'inventor Leonarde Keeler provant el polígraf amb un testimoni de el cas Bruno Hauptmann

L'anomenat detector de mentides, màquina de la veritat o polígraf és un tipus particular d'instrument de mesura utilitzat per al registre de respostes fisiològiques. Generalment registra les variacions de la pressió arterial, el ritme cardíac, la freqüència respiratòria, estímuls nerviosos i la resposta galvànica o conductància de la pell, que es generen davant determinades qüestions realitzades al subjecte sotmès a la prova.
Aquest tipus de polígraf és comunament conegut pel seu ús com a suposat detector de mentides sense cap validació científica, malgrat la seva credibilitat en la cultura popular i algunes entitats estatals i privades. La seva repetida incapacitat per detectar a espies notoris al llarg de dècades i les investigacions a l'respecte realitzats per institucions d'alt prestigi com l'Acadèmia Nacional de Ciències dels Estats Units o l'Associació Americana de Psicologia amb resultats negatius, entre altres factors, han fet que la comunitat científica els consideri un frau i una forma de pseudociència.
El conjunt de tècniques utilitzades per a la suposada detecció de mentides és ara més publicitada com a avaluació de credibilitat (de l'anglès credibility assessment), detecció de l'engany i altres en un intent de vorejar aquest descrèdit. En la realitat, actualment no existeix cap màquina o dispositiu capaç de detectar mentides de manera fiable i no es preveu que sorgeixi en el futur pròxim. Aquesta impossibilitat inclou a altres tecnologies complementàries o substitutives del tradicional polígraf com l'anàlisi electroencefalogràfic de potencials evocats (com el component P300) o l'explotació de la imatge per ressonància magnètica funcional (fMRI.)